# 댈러스-포트워스 영화 비평가 협회
댈러스-포트워스 영화 비평가 협회(영어: Dallas–Fort Worth Film Critics Association, DFWFCA)는 미국 텍사스주 댈러스-포트워스를 기반으로 한 31명의 인쇄, 라디오 / TV 및 인터넷 영화 평론가 조직이다.

## 같이 보기
- 영화상 목록